# Brian Knappenberger
Brian Knappenberger est un réalisateur documentariste américain.

## Filmographie partielle

### Comme réalisateur
- 2001 : Into the Body
- 2002 : Ascent: The Story of Hugh Herr (TV)
- 2003 : Life After War
- 2005 : Frontline/World (série télévisée)
- 2007 : Not Your Average Travel Guide (série télévisée)
- 2010 : Bloomberg Game Changers (série télévisée)
- 2012 : We Are Legion: The Story of the Hacktivists
- 2014 : The Internet's Own Boy: The Story of Aaron Swartz
- 2014 : Ice Warriors: USA Sled Hockey
- 2014 : Op-Docs (série télévisée)
- 2016 : Truth and Power (série télévisée)